# Friedrich Körner
Pour les articles homonymes, voir Körner.
Friedrich Körner, né le 24 janvier 1921 à Schwerte et mort le 3 septembre 1998 au Chesnay, est un pilote de chasse allemand.
Il est crédité de 36 victoires pendant la Seconde Guerre mondiale, notamment lors de la guerre du désert.
Il est décoré de la croix de chevalier de la croix de fer.
Après guerre, il intègre la Bundeswehr.